# Hydrocoryne bodegensis
Hydrocoryne bodegensis är en nässeldjursart som beskrevs av Rees, Hand och Mills 1976. Hydrocoryne bodegensis ingår i släktet Hydrocoryne och familjen Hydrocorynidae. Inga underarter finns listade i Catalogue of Life.